# Walter Carlein

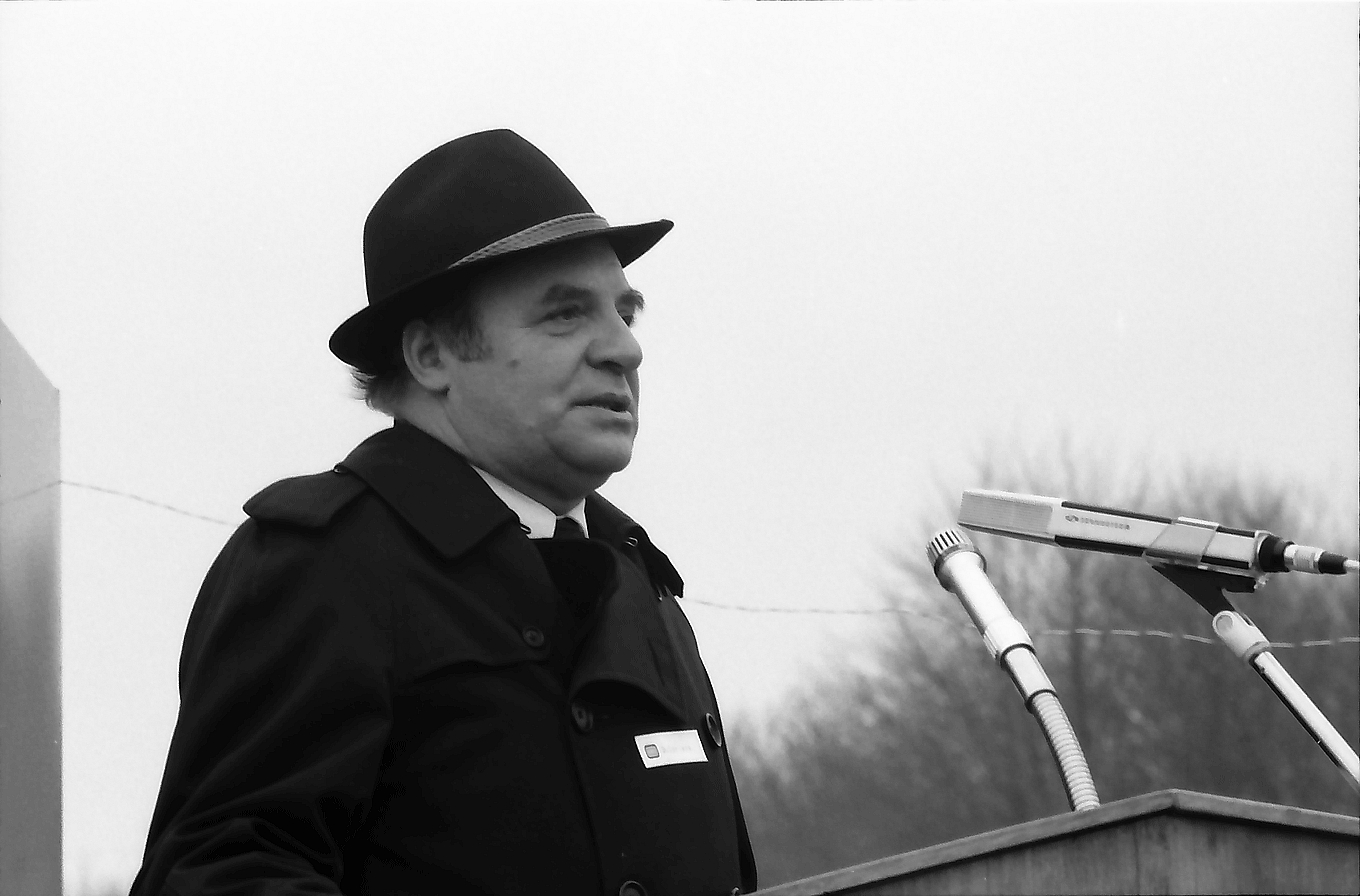
Walter Carlein (1980)

Walter Carlein (* 11. Juli 1922 in Busenbach; † 24. August 2011 in Weisenbach) war ein deutscher Politiker (CDU). Er war von 1969 bis 1990 Oberbürgermeister der Stadt Baden-Baden.

## Leben und Wirken

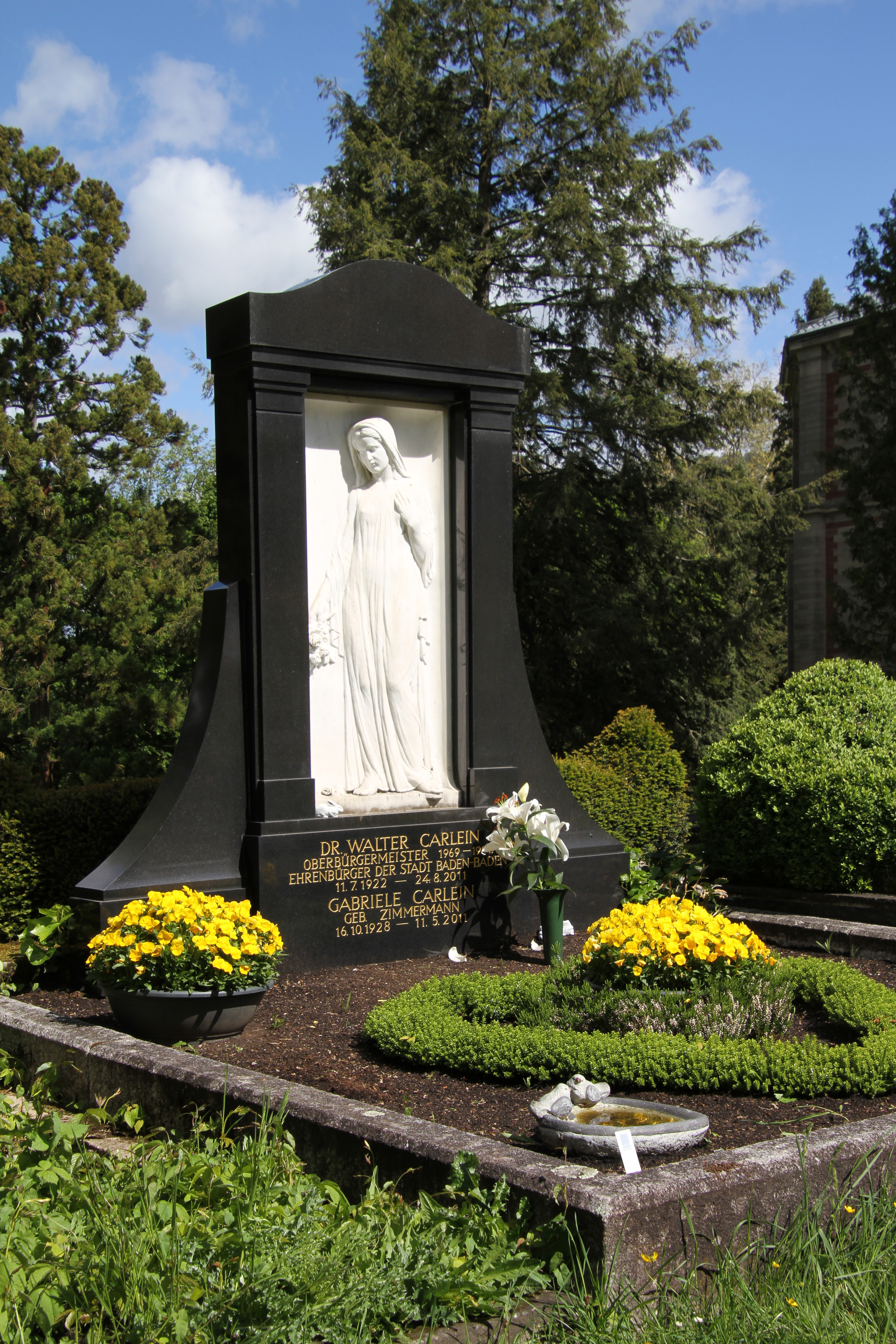
Grab auf dem Hauptfriedhof Baden-Baden

Walter Carlein wurde als Sohn eines Lehrers geboren und absolvierte 1940 das Abitur. Seine Pläne, ein Architekturstudium aufzunehmen, scheiterten am Zweiten Weltkrieg, an dem er als Pilot teilnahm. Später befehligte er als Offizier eine eigene Staffel. Nach Kriegsende begann er ein Studium der Rechts- und Staatswissenschaften, ab 1948 auch der Philosophie. Im gleichen Jahr später wurde er Diplom-Volkswirt. Seine Dissertation verfasste er 1952 zum Thema „Die Besteuerung der Gemeindebetriebe unter besonderer Berücksichtigung der Konzessionsabgaben“. 1954 kam er als Rechtsassessor nach Baden-Baden. Er trat 1957 der CDU bei. Mitte der 1950er Jahre war er Präsident des Fußballvereins SC Baden-Baden. Kommunalpolitisch übernahm Carlein 1957 das Amt des Stadtrechtsrat, dazu übernahm der Jurist die Leitung des Amts für öffentliche Ordnung. Besonders engagierte er sich für Umwelt- und Lärmschutz. Oberbürgermeister Ernst Schlapper kürte Carlein bereits Ende der 1950er Jahre zu seinem Nachfolger, blieb aber noch fast zehn Jahre in seinem Amt. Im Jahr 1968 räumte Schlapper aus Altersgründen seinen Platz im Rathaus. Bei der folgenden Bürgermeisterwahl kam mit Trudpert Müller, dem späteren Regierungspräsidenten des Regierungsbezirks Karlsruhe, Carleins größter Kontrahent aus der eigenen Partei. Nach der erfolgreichen Wahl trat Carlein am 1. Juli 1969 seinen Dienst als neuer Oberbürgermeister an.
Carlein schaffte es noch im Jahr seiner Amtseinführung die Stadtklinik Baden-Baden in den Bedarfsplan des Landes aufzunehmen und erfolgreich den Anschluss Baden-Badens an den Landkreis Rastatt zu verhindern. Außerdem handelte er mit dem Land aus, eine Kürzung der Gelder aus der Spielbankabgabe zurückzunehmen und der Bäder- und Kurverwaltung zukommen zu lassen. Im Jahr 1971 wurde der Flugplatz Baden-Oos, der bis 1997 existierte, erweitert. Ein Jahr später wurden unter Carlein Ebersteinburg, Steinbach, Neuweier und Varnhalt eingemeindet, drei Jahre später folgte Sandweier. Insgesamt wuchs die Einwohnerzahl der Stadt von vor der Eingemeindung von etwa 38.000 auf fast 49.000 im Jahr 1975. In den Folgejahren forcierte er die Entwicklung der Stadt zu einem Kurort, so setzte er sich für das Zustandekommen eines Stadt- und Kurortentwicklungsplans Anfang der 1970er Jahre ein. Im Jahr 1973 wurde die Lange Straße zu einer Fußgängerzone umfunktioniert. Noch im Jahr seiner ersten Wiederwahl im Jahr 1977 konnte er die Eröffnung der Stadtklinik feiern, zum damaligen Zeitpunkt eines der modernsten Krankenhäuser des Landes. Ein Jahr später folgte die Einweihung der Autobahnkirche und der Beginn der Sanierung des Merkurturms. Am 27. April 1979 wurde die Merkurbergbahn nach dem Umbau wiedereröffnet. Im Jahr 1981 fand zum einen die Landesgartenschau in Baden-Baden statt, zum anderen auch der elfte Olympische Kongress. Im Jahr 1985 folgte Carleins erneute Wiederwahl. Gefolgt wurde sie vom Baubeginn des Michaelstunnels, der 1986 begann und 1989 in Betrieb genommen werden konnte. Im Juni 1990 wurde er in den Ruhestand verabschiedet. In den Jahren nach seinem Ausscheiden hielt er sich aus der Politik weitestgehend heraus.
Daneben war Carlein von 1969 bis 1990 Vorsitzender des Verwaltungsrates und des Kreditausschusses der damaligen Stadtsparkasse Baden-Baden. Er war außerdem Mitglied des Hauptausschusses des Deutschen Städtetags (DST) und war Vorsitzender des Ausschusses für mittlere Städte im DST. Seine Frau, mit der er drei Kinder hatte, starb wenige Wochen vor ihm.

## Ehrungen
Anlässlich seines 60. Geburtstags bekam er 1982 das Bundesverdienstkreuz am Bande verliehen. Im Jahr 1990 wurde er Ehrenbürger der Stadt. Später bekam er auch das Bundesverdienstkreuz 1. Klasse. Außerdem war er Träger des französischen Nationalverdienstordens (Kommandeur) und Ritter des Kreuzes von Konstantinopel.